# Перего
Перего, Переґо (італ. Perego) — колишній муніципалітет в Італії, у регіоні Ломбардія, провінція Лекко. З 27 січня 2015 року Перего є частиною новоствореного муніципалітету Ла-Валетта-Бріанца.
Перего розташоване на відстані близько 500 км на північний захід від Рима, 33 км на північний схід від Мілана, 14 км на південь від Лекко.
Населення — 1799 осіб (2014).

## Історія
Найдавніша історична згадка про місто міститься в архієпископському указі Ансельмо IV да Бовізіо від 1097 року, в якому згадується якийсь «Вуліельмус да Пелего».
У період існування Міланського герцогства Перего входив до парафії Сан-Вітторе, яка пізніше стала парафією Міссалья. У 1373 році Бернабо Вісконті надав певні привілеї жителям Перего через їх лояльність під час битви проти Амеріго VI Савойського. У Перего також був замок з двома вежами, побудований Вісконті для контролю над долиною Рованьят. У 16 столітті замок був завойований двічі: спочатку солдатами Мартіно Мондоніко, союзника Медегіно, а потім — солдатами Карла V Габсбурга.
З 30 січня 2015 року громада Перего об’єдналася разом з Рованьяте в новий муніципалітет Валлетта Бріанца. Він розташований в районі Мератезе.

## Демографія
Населення за роками:

Станом на 31 грудня 2010 року в муніципалітеті офіційно проживало 140 іноземців з 21 країни, серед них 34 громадяни країн Євросоюзу та 6 громадян України.

## Сусідні муніципалітети
- Міссалья
- Монтевеккія
- Рованьяте
- Сірторі